# 9062 Ohnishi
9062 Ohnishi è un asteroide della fascia principale. Scoperto nel 1992, presenta un'orbita caratterizzata da un semiasse maggiore pari a 2,3327966 UA e da un'eccentricità di 0,0351771, inclinata di 4,12422° rispetto all'eclittica.